# Barry Jenkins
Barry Jenkins   (Miami, 19 de novembre de 1979) és un director i guionista estatunidenc.

## Biografia
Barry Jenkins va néixer a Liberty City a Florida, en una família de quatre fills. El seu pare va morir quan tenia dotze anys, després d'haver abandonat la seva dona embarassada de Barry, persuadit que no era el seu fill biològic.
Estudia a la Miami Northwestern Senior High School, a continuació estudia cinema a la universitat de l'Estat de Florida a Tallahassee, on és membre d'una fraternitat.
Realitza un film independent de baix pressupost, Medecine for Melancholy, que surt l'any 2008 i que és nominat per diversos premis. Focus Features li encomana dos guions de pel·lícules que finalment no seran dirigides. Un d'ells era l'adaptació d'un llibre de James Baldwin. Treballa com a fuster, a continuació crea una empresa de publicitat, Strike Anywhere. Escriu guions per a la sèrie The Leftovers.
Dirigeix Miami Moonlight, coescrita amb Tarell Alvin McCraney, que surt l'any 2016. El film destaca al Festival de cinema de Telluride i obté l'Oscar a la millor pel·lícula l'any 2017.
Es diu influït pel cinema de Claire Denis i Lynne Ramsay, i pels films Al final de l'escapada i Chungking Express.
En el Festival de Canes 2017 és membre del jurat de la Cinéfondation i dels curtmetratges, sota la presidència del director romanès Cristian Mungiu.

## Filmografia

### Com a director

#### Pel·lícules
- 2008: Medicine for Melancholy
- 2016: Moonlight
- 2018: If Beale Street Could Talk[5]

#### Curts
- 2003: My Josephine
- 2003: Little Brown Boy
- 2009: A Young couple
- 2009: Tall Enough
- 2011: Chlorophyl

#### Sèries de televisió
- 2011: Futurestates (temporada 2, episodi 2: Remigration)
- 2017: Dear White People  (temporada 1, episodi 5)

### Com a guionista

#### Pel·lícules
- 2008: Medicine for Melancholy
- 2016: Moonlight

#### Curts
- 2003: My Josephine
- 2003: Little Brown Boy
- 2009: A Young Couple
- 2009: Tall Enough
- 2011: Chlorophyl

### Com a productor
- 2022: Aftersun

## Premis i nominacions

### Premis
per a Medicine for Melancholy
- San Francisco Film Critics Circle Awards 2009: Marlon Riggs Award

per a Moonlight
- Premis Oscar de 2016: millor guió adaptat
- Austin Film Critics Associació Awards 2016: millor director.
- Chicago Film Critics Associació 2016: millor director
- Dallas-Fort Worth Film Critics Associació Awards 2016: millor director
- Festival internacional del film de Chicago 2016: Premi del públic del millor director
- Gotham Independent Film Awards 2016: millor guió
- Los Angeles Film Critics Association Awards 2016: millor director
- Nacional Board of Review Awards 2016: millor director
- San Francisco Film Critics Circle Awards 2016: millor director
- Nacional Society of Film Critics Awards 2017: millor director

### Nominacions i seleccions
per a Medicine for Melancholy
- Festival internacional del film de Chicago 2008: Competició dels nous directors — Gold Hugo
- »Festival del film de Los Angeles 2008: Premi del cineasta per al millor film
- Gotham Independent Film Awards 2008: Millor revelació de l'any en tant que director
- Film Independent's Spirit Awards 2009 :
  - millor nou director
  - Someone to Watch Award »

per a Moonlight
- Critics' Choice Movie Awards 2016 :
  - Millor director
  - Millor guió original
- Directors Guild of America Awards 2016: Millor realització per a un film
- Festival del film de Londres 2016: « Competició »
- Festival internacional del film de Toronto 2016: « Platform Prize »
- Washington D.C. Area Film Critics Associació Awards 2016 :
  - Millor director
  - Millor guió original
- Golden Globus 2017:
  - Millor director
  - Millor guió